# Tikwa

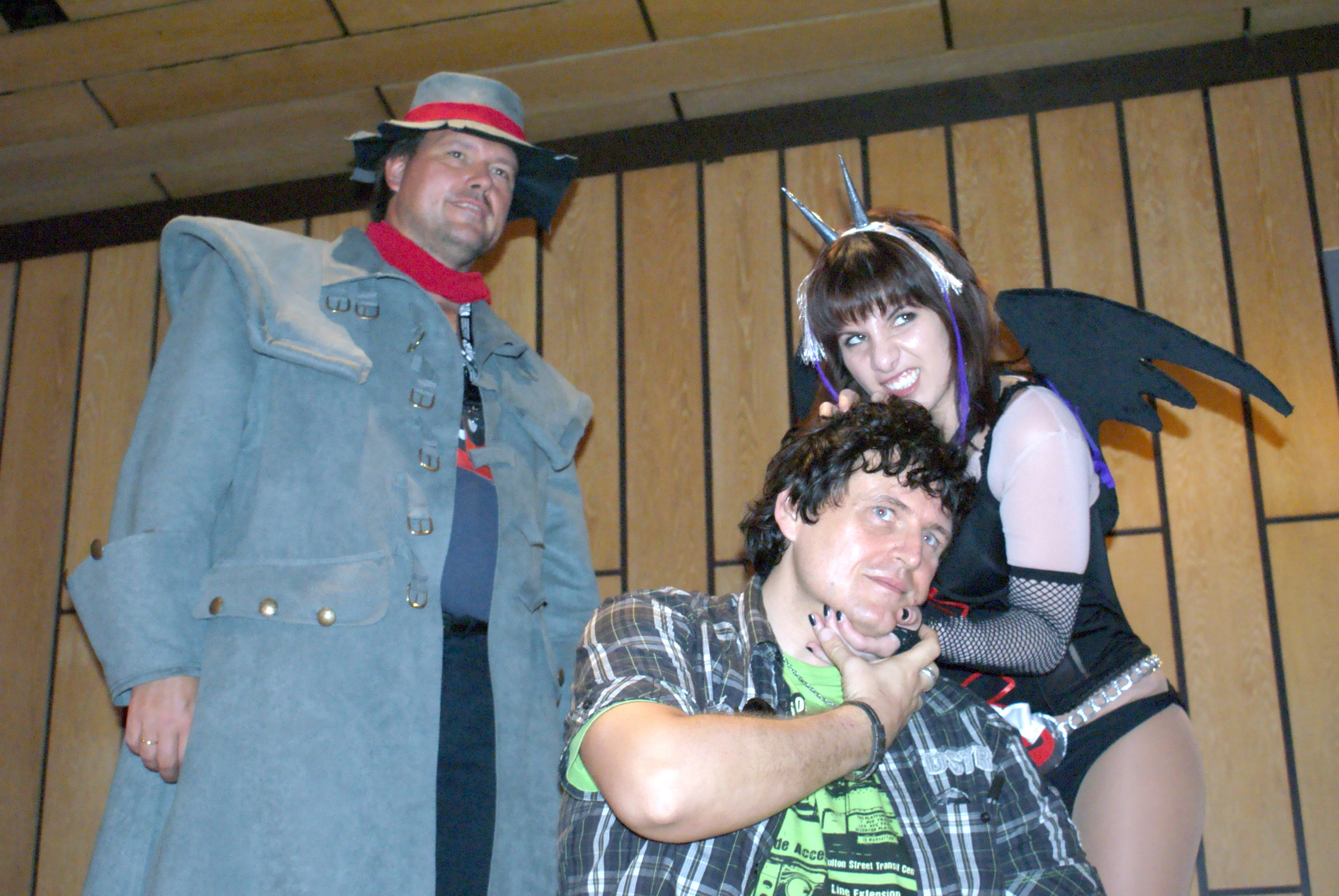
Tikwa (Mitte) zusammen mit zwei Cosplayern aus seiner Serie Die kleine Gruftschlampe auf dem Comic-Salon Erlangen

Tikwa, früher auch Kalif (bürgerlich: Mathias Neumann) ist ein deutscher Comicautor aus Heusenstamm. Seine erste Veröffentlichung war der Comicstrip Space-Rat, der 1988 in der Computerspielezeitschrift ASM veröffentlicht wurde.

## Wirken
Ziggy Space-Rat (auch Space-Rat) ist der erste Comicstrip, den Tikwa veröffentlichte. Er erschien von 1988 bis 1995 in jeder Ausgabe der ASM. Nach Einstellung der Zeitschrift wurde der Strip in mehreren anderen Publikationen weitergeführt. Dies waren u. a. Play the Playstation, PC Joker, web.de, Premiere.de, GIGA Games, NBC oder PC Games. In der Kids Zone waren um das Jahr 2000 herum regelmäßig Strips von „Tikwa’s Videokids“ abgedruckt.

## Veröffentlichungen

### Space-Rat
- Space-Rat - Intergalaktisch. Tronic Verlag, 1989, ISBN 1-5075-9547-6.
- Space-Rat - Abgefetzt. Tronic Verlag, 1992.
- Die coolste Ratte der Galaxis! Achterbahn, 2003, ISBN 3-89982-221-8.
- Space-Rat - Ultimativ. Achterbahn, 2004.
- Space-Rat - BÄM! - Bad Äss Mothafuckas. Edition TIKWA, 2012, ISBN 978-3-8448-1355-5.
- Space Rat Collection 1 - Schrompf mich mal! Createspace Independent Publishing, 2015.

## Weitere Veröffentlichungen
- 1997 Moderne Zeiten „Hilfe! Computer“ – Achterbahn Verlag
- 1998 Moderne Zeiten „Panik im Internet“ – Achterbahn Verlag
- 1999 Moderne Zeiten „Pacmans Rache“ – Achterbahn Verlag
- 2000 Videokids „Kleine Taschenmonster“ – Achterbahn Verlag
- 2001 Die kleine Gruftschlampe – Achterbahn Verlag
- 2003 Die kleine Gruftschlampe „Engelmacher“ – Achterbahn Verlag
- 2007 Die kleine Gruftschlampe „Mörderherz“ – Lappan Verlag
- 2009 Lucius Love „Der Verführer-Spickzettel“
- 2010 Lucius Love „Der Flirt-Spickzettel“[2]
- 2011 Lucius Love „Die Verführer Bibel“, Edition Lovekult